# Torre de Leughenaer

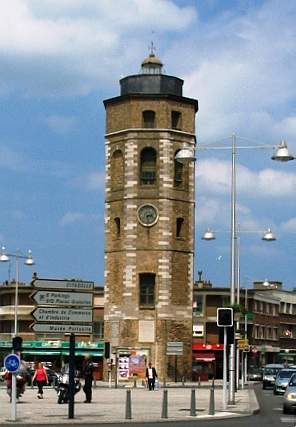
Torre de Leughenaer en Dunkerque, Francia.

La Torre de Leughenaer, es un edificio que fue parte de la fortificación que defendía la ciudad de Dunkerque, departamento de Norte, Francia, y en la que estuvo instalado un faro desde 1825 hasta 1963. Leughenaer es una palabra flamenca que significa mentiroso y alude al hecho legendario de que se usaba una luz desde la torre para hacer naufragar los navíos que pasaban por delante de Dunkerque con el fin de robar su carga. Es Monumento histórico de Francia desde 1995.

## Descripción

### Historia
La fortificación de Dunkerque fue comenzada a construir a principios del siglo XV por los borgoñones. En 1548 el rey Carlos I de España, Dunkerque formaba parte en ese momento de los Países Bajos españoles, mandó construir la Torre de Leughenaer junto con una pequeña fortificación cuyo fin era el de proteger la entrada del puerto. En 1754 fue cedida por la corona de Francia a la ciudad que la dedicó a usos portuarios. En 1793 fue demolida la fortificación de la que formaba parte dejando la torre aislada tal y como se ve en la actualidad. De 1825 a 1963 sirvió como faro. En 1861 la torre volvió a ser propiedad del estado francés y fue declarada Monumento histórico de Francia en 1995.

### Arquitectura
Es una torre de planta octogonal, de cuatro pisos de planta cuadrada construidos en ladrillo y con las esquinas en sillería aparejada a soga y tizón. La planta baja está cubierta por una bóveda ojival y el techo es poligonal cubierto de pizarra y rematado por una linterna de faro en cinc y vidrio.

### Uso como faro
Debido a su situación, alineada con la entrada del puerto, en 1825 se construyó un añadido en la torre donde se instaló un faro, cuya característica era de luz blanca fija y junto con otro pequeño faro instalado al final del dique del puerto de aquel tiempo, marcaba el canal de acceso al mismo. Con la entrada en servicio del faro de Dunkerque, en 1843,  también llamado de Risban, el faro de Leughenaer fue apagado. Sin embargo, a petición de los marinos locales, fue de nuevo encendido en 1845 cambiándose su característica a una de destellos rojos en un ciclo de 3 minutos. En 1908 fue montado un nuevo aparato óptico que presentaba una luz direccional blanca a 141°, que era la dirección de entrada al puerto. Fue desactivado en 1963.